# 緒形健一
緒形 健一（おがた けんいち、1975年1月26日 - ）は、日本の実業家、男性シュートボクサー、キックボクサー。株式会社シーザーインターナショナル代表取締役。シュートボクシング協会代表。山口県油谷町（後の長門市）出身。長門高等学校卒業。シーザージム所属。柔道二段を取得。S-cup 2006王者。初代SB日本ファルコン級王者。別名尾方 健一。

## 来歴
1994年11月にプロデビュー。
1996年、伊藤隆に勝ち。
1997年5月9日、デニー・ビルと対戦し、TKO負け。
1998年6月4日、西林誠一郎とのシュートボクシング日本ファルコン級（後のスーパーウェルター級）王座決定戦を行い、3R2:15KO勝ちで王座を獲得。
1998年11月14日、WPKL世界ジュニアミドル級タイトルマッチ（肘無し、69.85kg契約）でラモン・デッカー（オランダ / WPKL世界王者、IMF世界ウェルター級王者）と対戦。パンチで圧倒され、4R2:58KO負けし奪取に失敗する。
1999年4月、マーシャルアーツ日本キックボクシング連盟でジョン・ウェイン・パーと対戦し、KO負け。
2001年10月20日、リングス「WORLD TITLE SERIES」に参戦し、総合格闘技に初挑戦する。しかし、カーティス・ブリガム（カナダ）に1R0:43裸絞めで一本負けを喫した。
2001年11月20日、「Be a Champ 4th stage」でダニエル・シウバ（ブラジル / メッカバーリトゥード王者）と対戦。2R終盤にミドルキックを打ち込むと、そのまま10カウントを聞かせ、2R2分36秒KO勝ちした。
2002年7月7日、SHOOT BOXING WORLD TOURNAMENT S-cup 2002のワンマッチに出場し、ナーコウ・スパイン（ニュージーランド）とリングスKOKルールで対戦。2度目の総合格闘技の試合において高い適応力を見せ付けるが、判定0-0で引き分けに終わった。
2002年11月、SHOOT BOXING The age of "S" Vol.5でアンディ・サワーと対戦し、4度ダウンを奪われ判定負け。
2004年2月1日、「Infinity-S vol.1」で、ナーコウ・スパインとシュートボクシングルールで再戦。右ローキックで3度目のダウンを奪い、2RKO勝ち。スパインとは2003年4月13日にも対戦が予定されていたが、スパインの音信不通を理由に中止となっていた。
2004年2月24日、「K-1 WORLD MAX 2004 〜日本代表決定トーナメント〜」に出場。1回戦で武田幸三と対戦するも1R終了時に膝を痛め、2R開始のゴングと共にセコンドのシーザー武志がタオルを投入したため棄権。試合後に、2月1日の試合で、膝の腸脛靭帯を痛め、血栓が溜まっていたためしゃがむことも走ることも出来ない状態であり、さらに同じ足の脹脛は肉離れを起こしていたが、K-1との約束があったから出場したと明らかにした。
2004年9月19日、SHOOT BOXING WORLD TOURNAMENT S-cup 2004に出場。トーナメント1回戦でカテウ・キビスと対戦し、右目尻カットによるTKO負けとなった。
2005年1月23日、シュートボクシング「GROUND ZERO FUKUOKA」で、K-1 WORLD MAX日本予選で準優勝したセルカン・イルマッツ（トルコ）と対戦。延長判定3-0で勝利を収めた。
2005年6月26日、SHOOT BOXING 2005 20th ANNIVERSARY SERIES 3rdでイム・チビンと対戦し、TKO負け。
2006年2月9日、SHOOT BOXING NEO ΟΡΘΡΟΖ Series 1stでジョニー・エドゥアルドと対戦予定であったが、エドゥアルドが計量後に意識を失い病院へ運ばれる（極度の緊張とプレッシャーによる急性の意識喪失疾患）というアクシデントにより、アンディ・サワーとのエキシビションマッチに変更となった。
2006年11月3日、SHOOT BOXING WORLD TOURNAMENT S-cup 2006に出場。1回戦でダマッシオ・ペイジ（アメリカ）と対戦。1Rに左ボディでダウンを奪ったがカウンターの右フックでダウンを奪い返された。2Rに左ボディで2度ダウンを奪いTKO勝ち。続く準決勝では日本人同士の対決となった宍戸大樹に判定勝ちすると、決勝で同大会を2連覇中だったアンディ・サワーにダウンを奪い判定勝ちし、初代王者吉鷹弘以来のS-cup日本人王者となった。
2007年2月25日、シュートボクシング「無双〜MU-SO〜 其の壱」で2002年3月に武田幸三と対戦した事がある、現役ラジャムナンスタジアム王者ビッグベン・ケーサージムと対戦。S-cup王者として迎えた2007年の第1戦であったが、2Rに左ローキックでダウンを奪われると、右フックで再びダウンを奪われKO負け。
2007年5月25日、シュートボクシング「無双〜MU-SO〜 其の弐」で徐王琰（ジュ・ヤン）と対戦。2Rに右目を負傷したが、3Rに左膝蹴りをボディに決め、KO勝ち。徐はダメージでしばらく立ち上がれなかった。
2007年7月28日、シュートボクシング「無双〜MU-SO〜 其の参」でKING OF THE GLADIATORS王者アダム・ヒグソンと対戦。1Rに右アッパーでダウンを奪われ、判定負け。当初はサム・スタウトと対戦予定であったが、急遽変更になった。
2007年10月28日、SHOOT BOXING BATTLE SUMMIT GROUND ZERO TOKYO 2007でブライアン・ロアニューと対戦し、2Rに膝蹴り、右フックで2度ダウンを奪われKO負け。当初はアルバート・クラウスと対戦予定であったが、負傷により対戦相手が変更になった。
同年11月30日の「SHOOT BOXING ファン感謝イベント＆ヤングシーザー杯」のイベント冒頭、日本ウェルター級王座を返上した。自身の体調不良によって満足な試合が出来ないことを会長のシーザー武志に伝えたところ、王座の返上を提案されたからだと言う。
2008年11月24日、SHOOT BOXING WORLD TOURNAMENT S-cup 2008に出場。1回戦で金井健治、準決勝でルイス・アゼレードにそれぞれKO勝ちを収めるも、決勝でアンディ・サワーにKO負けを喫し、準優勝となった。
2010年10月2日に行われたS-CUP 2010の記者会見の席において、自身の引退を表明した。そして、11月23日のS-CUP 2010の興業の中で引退式を開く予定であることを明かした。本人は現役の続行を希望していたが、2008年にアンディ・サワーにKO負けした試合の前から頸椎を痛めており、それが原因でドクターストップがかかったのが原因だという。
2023年、日本キックボクシングリーグ機構の発起人の一人に。
2024年現在、シュートボクシング協会代表、運営会社である株式会社シーザーインターナショナル代表取締役。

## 戦績

### キックボクシング
| キックボクシング 戦績 | キックボクシング 戦績 | キックボクシング 戦績 | キックボクシング 戦績 | キックボクシング 戦績 | キックボクシング 戦績 | キックボクシング 戦績 |
| --------------------- | --------------------- | --------------------- | --------------------- | --------------------- | --------------------- | --------------------- |
| 61 試合               | (T)KO                 | 判定                  | その他                | 引き分け              | 無効試合              |                       |
| 44 勝                 | 28                    |                       |                       | 1                     | 0                     |                       |
| 16 敗                 |                       |                       |                       | 1                     | 0                     |                       |

| 勝敗 | 対戦相手                       | 試合結果                                        | 大会名                                                    | 開催年月日     |
| ×    | テイラー・トーナー             | 1R 3:00 KO（右ハイキック）                      | SHOOT BOXING 2009 武志道-bushido- 其の参                  | 2009年6月1日   |
| ×    | アンディ・サワー               | 1R 2:11 TKO（3ノックダウン:左ハイキック）       | SHOOT BOXING WORLD TOURNAMENT S-cup 2008 【決勝】         | 2008年11月24日 |
| ○    | ルイス・アゼレード             | 2R 2:11 KO（右ストレート）                      | SHOOT BOXING WORLD TOURNAMENT S-cup 2008 【準決勝】       | 2008年11月24日 |
| ○    | 金井健治                       | 2R 2:58 KO（2ノックダウン:右ストレート）        | SHOOT BOXING WORLD TOURNAMENT S-cup 2008 【1回戦】        | 2008年11月24日 |
| ○    | ジェイソン・スキャリー         | 3R 0:56 TKO（レフェリーストップ）               | SHOOT BOXING 2008 火魂〜Road to S-cup〜 其の伍            | 2008年9月12日  |
| ○    | "アイアン"オー・ジュソク       | 3R終了 判定2-0                                  | SHOOT BOXING 2008 火魂〜Road to S-cup〜 其の参            | 2008年5月28日  |
| ×    | ブライアン・ロアニュー         | 2R 0:44 KO（右フック）                          | SHOOT BOXING BATTLE SUMMIT GROUND ZERO TOKYO 2007         | 2007年10月28日 |
| ×    | アダム・ヒグソン               | 3R終了 判定0-3                                  | SHOOT BOXING 2007 無双〜MU-SO〜 其の参                    | 2007年7月28日  |
| ○    | 徐王炎（ジュ・ヤン）           | 3R 0:56 KO（左膝蹴り）                          | SHOOT BOXING 2007 無双〜MU-SO〜 其の弐                    | 2007年5月25日  |
| ×    | ビッグベン・ケーサージム       | 2R 1:04 KO（右フック）                          | SHOOT BOXING 2007 無双〜MU-SO〜 其の壱                    | 2007年2月25日  |
| ○    | アンディ・サワー               | 3R終了 判定3-0                                  | SHOOT BOXING WORLD TOURNAMENT S-cup 2006 【決勝】         | 2006年11月3日  |
| ○    | 宍戸大樹                       | 3R終了 判定3-0                                  | SHOOT BOXING WORLD TOURNAMENT S-cup 2006 【準決勝】       | 2006年11月3日  |
| ○    | ダマッシオ・ペイジ             | 2R 1:14 KO（左ボディ）                          | SHOOT BOXING WORLD TOURNAMENT S-cup 2006 【1回戦】        | 2006年11月3日  |
| ○    | 大野崇                         | 5R終了 判定3-0                                  | SHOOT BOXING 2006 NEO ΟΡΘΡΟΖ Series 5th                   | 2006年9月23日  |
| ○    | ライアン・ディアス             | 5R終了 判定3-0                                  | SHOOT BOXING 2006 NEO ΟΡΘΡΟΖ Series 4th                   | 2006年7月7日   |
| ○    | ポール・スミス                 | 2R 2:57 KO（パンチ）                            | SHOOT BOXING 2006 NEO ΟΡΘΡΟΖ Series 3rd                   | 2006年5月26日  |
| ○    | キム・ヨンジョン               | 4R 1:35 TKO（タオル投入）                       | SHOOT BOXING 2006 NEO ΟΡΘΡΟΖ Series 2nd                   | 2006年3月25日  |
| ○    | 湘南キャリミ                   | 3R 0:53 KO（右ストレート）                      | SHOOT BOXING 2005 20th ANNIVERSARY SERIES FINAL           | 2005年11月25日 |
| ×    | イム・チビン                   | 2R終了時 TKO（右目負傷）                        | SHOOT BOXING 2005 20th ANNIVERSARY SERIES 3rd             | 2005年6月26日  |
| ○    | シェイン・ウィガンド           | 2R 1:44 KO（右フック）                          | SHOOT BOXING 2005 20th ANNIVERSARY SERIES                 | 2005年3月6日   |
| ○    | セルカン・イルマッツ           | 延長R終了 判定3-0                               | SHOOT BOXING 2005 GROUND ZERO FUKUOKA                     | 2005年1月23日  |
| ○    | ピーター・カルジェビック       | 5R終了 判定3-0                                  | SHOOT BOXING 2004 Infinity-S Vol.6 SERIES FINAL           | 2004年12月3日  |
| ×    | カテウ・キビス                 | 1R 1:32 TKO（ドクターストップ：右目尻カット）   | SHOOT BOXING WORLD TOURNAMENT S-cup 2004 【1回戦】        | 2004年9月19日  |
| ○    | ジェイク・ハッタン             | 2R終了時 TKO（タオル投入）                      | SHOOT BOXING 2004 Infinity-S Vol.2                        | 2004年4月18日  |
| ×    | 武田幸三                       | 1R終了時 TKO（タオル投入）                      | K-1 WORLD MAX 2004 〜日本代表決定トーナメント〜 【1回戦】 | 2004年2月24日  |
| ○    | ナーコウ・スパイン             | 2R 2:22 KO（3ノックダウン：右ローキック）       | SHOOT BOXING 2004 Infinity-S Vol.1                        | 2004年2月1日   |
| ○    | ヴラディウラブ・クリクフェルド | 2R 1:32 KO（3ノックダウン：右ボディストレート） | SHOOT BOXING "S" of the World Vol.6                       | 2003年12月7日  |
| ×    | シェイン・チャップマン         | 5R終了 判定0-3                                  | SHOOT BOXING "S" of the World Vol.3                       | 2003年6月1日   |
| ○    | レイランド・マホーニー         | 3R 1:50 KO                                      | SHOOT BOXING "S" of the World Vol.2                       | 2003年4月13日  |
| ×    | アンディ・サワー               | 5R終了 判定0-3                                  | SHOOT BOXING The age of "S" Vol.5                         | 2002年11月4日  |
| ○    | ジェレミー・アレン             | 5R終了 判定3-0                                  | SHOOT BOXING The age of "S" Vol.3                         | 2002年5月13日  |
| ○    | トニー・バレント               | 3R 2:54 TKO（3ノックダウン：膝蹴り）            | SHOOT BOXING The age of "S" Vol.2                         | 2002年3月31日  |
| ○    | ジャーメイン・ピエロウ         | 4R 2:37 KO（右フック）                          | SHOOT BOXING The age of "S" Vol.1                         | 2002年2月1日   |
| ○    | ダニエル・シウバ               | 2R 2:36 KO（左ミドルキック）                    | SHOOT BOXING BE A CHAMP 4th STAGE                         | 2001年11月20日 |
| ○    | 郭宏                           | 4R 0:00 KO（戦意喪失による棄権）                | SHOOT BOXING BE A CHAMP 3rd STAGE                         | 2001年9月25日  |
| ○    | キム・ジョン・ゴン             | 1R 4:33 KO（3ノックダウン）                     | SHOOT BOXING BE A CHAMP 2nd STAGE                         | 2001年4月30日  |
| ×    | ジョン・ウェイン               | 2R 1:49 KO                                      | マーシャルアーツ日本キックボクシング連盟「最強を求めて」  | 1999年4月24日  |

### 総合格闘技
| 総合格闘技 戦績 | 総合格闘技 戦績 | 総合格闘技 戦績 | 総合格闘技 戦績 | 総合格闘技 戦績 | 総合格闘技 戦績 | 総合格闘技 戦績 |
| --------------- | --------------- | --------------- | --------------- | --------------- | --------------- | --------------- |
| 2 試合          | (T)KO           | 一本            | 判定            | その他          | 引き分け        | 無効試合        |
| 0 勝            | 0               | 0               | 0               | 0               | 1               | 0               |
| 1 敗            | 0               | 1               | 0               | 0               | 1               | 0               |

| 勝敗 | 対戦相手             | 試合結果                   | 大会名                                   | 開催年月日     |
| △    | ナーコウ・スパイン   | 5分3R終了 判定0-0          | SHOOT BOXING WORLD TOURNAMENT S-cup 2002 | 2002年7月7日   |
| ×    | カーティス・ブリガム | 1R 0:43 チョークスリーパー | リングス WORLD TITLE SERIES              | 2001年10月20日 |

## 獲得タイトル
- 初代SB日本スーパーウェルター級王座
- S-cup 2006 優勝
- S-cup 2008 準優勝

### 戦績
- K-1 選手データ - ウェイバックマシン（2009年2月14日アーカイブ分）
- シュートボクシング 選手データ
- SHERDOG 選手データ